# Fuji Musume
Fuji Musume (藤娘, littéralement « La jeune fille aux glycines ») est une danse kabuki jouée pour la première fois en 1826. Les paroles sont écrites par Katsui Genpachi, la chorégraphie est réalisée par Fujima Taisuke et la musique est composée par Kineya Rokusaburô IVe.

## Personnages
La jeune fille aux glycines est le seul personnage de la pièce. Elle est accompagnée d'un ensemble musical nagauta composé de chanteurs, de shamisen, de tambours, de flûtes et de petits gongs.

## Histoire
À l'origine, Fuji Musume faisait partie d'un ensemble de cinq danses différentes exécutées en séquence, mais seule la danse de Fuji Musume a survécu. La première fois que ces danses ont été mises en scène en 1826 au Nakamura-za d'Edo, l'acteur Seki Sanjuro IIe les a toutes exécutées dans le cadre de son spectacle d'adieu.
Parmi les nombreuses révisions de la pièce, le dramaturge Oka Onitaro et l'acteur Onoe Kikugoro VIe ont créé une nouvelle version, plus surnaturelle, de la danse, qui a été représentée pour la première fois en mars 1937 au Kabuki-za. Dans cette version, la jeune fille devient l'esprit de la glycine. L'année suivante, les représentations de la danse par Onoe Baiko VIIe au Minami-za de Kyoto et au Kabuki-za de Tokyo ont contribué à populariser la danse.
Fuji Musume reste une danse populaire et célèbre dans le répertoire du kabuki.

## Traduction
La pièce a été traduite en anglais par Leonard C. Pronko dans Kabuki Plays on Stage III: Darkness and Desire, 1804-1864, édité par James R. Brandon et Samuel L. Leiter et publié en 2002.